# Capilla flamenca

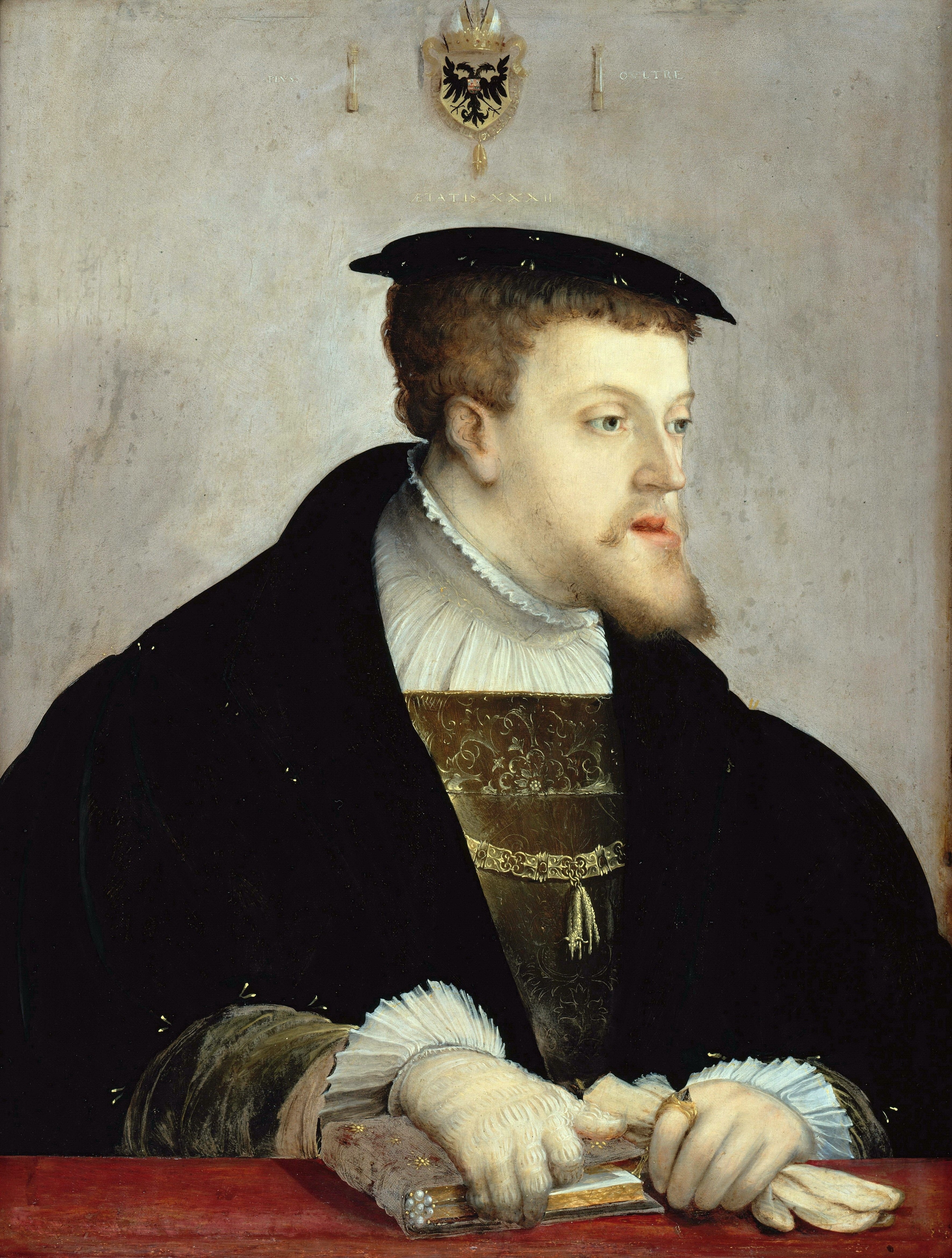
Carlos I recibió una educación musical muy completa y durante su reinado promocionó la capilla flamenca.

La capilla flamenca fue la capilla de la corte de los Habsburgo, creada en 1515 y fusionada con la capilla española en 1637. Tenía su sede en el Real Alcázar de Madrid, que fue destruido en un incendio en diciembre de 1734. Se destruyeron así muchos archivos relacionados con la Gran Capilla. Durante más de un siglo, cobró vida gracias a músicos y cantores de los Países Bajos de los Habsburgo que se destacaban en su arte: la polifonía francoflamenca.

## Historia

### LaGrande Chapelle
Felipe I de Castilla, «Felipe el Hermoso», hijo de Maximiliano I, emperador del Sacro Imperio Romano Germánico y María de Borgoña, amplió la Grande Chapelle o «Gran Capilla» en los Países Bajos, cuyos miembros incluían a Alejandro Agrícola y Pierre de La Rue. Después de su matrimonio con Juana I de Castilla (1496), la capilla lo acompañó a la cumbre en Toledo, en 1502, y nuevamente a España en 1505, donde murió repentinamente en Burgos en 1506, aunque no fue enterrado durante tres años hasta que su viuda Juana fue internada en 1508, cuando la Grande Chapelle regresó a Bruselas.

### Regencia de Margarita de Austria (1506-1517)
La hermana de Felipe, la archiduquesa Margarita de Austria, se convirtió en regente del infante Carlos I, y restableció el establecimiento musical de Borgoña en Malinas, con los compositores Antoine Brumel, Pierre de La Rue, Antoine de Longueval y Pierrequin de Thérache, y Marbrianus de Orto como director de la capilla de la corte, la Grande Chapelle. Margarita aseguró una educación musical completa para su sobrino Carlos y su hermana mayor María de Austria. Después de la muerte de Margarita, Carlos nombró a su hermana gobernadora de los Países Bajos entre 1531 y 1555 en Bruselas, donde Benedictus Appenzeller fue maestro de la capilla de la corte. Otro compositor favorito de Margarita fue Josquin des Prez.

### Reinado de Carlos I (1517-1556)
Carlos V, emperador del Sacro Imperio Romano Germánico, alcanzó la mayoría de edad en 1515, lo que le permitió gobernar los territorios de Borgoña que había heredado. Obtuvo el trono de España en 1517, junto con la capilla coral de su abuela, Isabel la Católica, y posteriormente, en 1519, Carlos se convirtió en Emperador del Sacro Imperio Romano Germánico.
Sus maestros de capilla incluyeron a Adrien Pickart, Thomas Crecquillon, Cornelius Canis y Nicolas Payen. Nicolas Gombert ocupó el cargo de maestro del coro hasta su caída en desgracia. En 1526, cuando Carlos se casó con Isabel de Portugal, ella también tenía su propio entorno, incluido el organista Antonio de Cabezón. Carlos nombró a su hijo Felipe regente de España en 1543 y luego abdicó por completo en 1556, con Felipe recibiendo España, los Países Bajos y las posesiones en el Nuevo Mundo, mientras que el hermano menor de Carlos, Fernando, recibió las tierras austrohúngaras del Imperio. Carlos se retiró al monasterio de Yuste, donde su maestro de capilla fue el monje Juan de Villamayor. Antes de que Felipe II de España heredara la capilla flamenca de su padre, ya había heredado parte de la capilla de su madre en 1539, y desde 1548 dos capillas del emperador, una en Castilla y otra en Borgoña, la capilla flamenca, aunque en 1554, tras su matrimonio con María Tudor, la mayor parte de la capilla, a excepción de Cabezón, se trasladó a la capilla flamenca.

### Reinado de Felipe II (1556-1598)
En 1556 Felipe se convirtió en rey de España, las capillas flamencas suyas y de su padre, y la de Castilla se fusionaron en una capilla real española, aunque la influencia dominante seguía siendo flamenca. Los maestros de capilla de Felipe fueron Nicolas Payen, Pierre de Manchicourt, Jean de Bonmarché, Geert van Turnhout, George de La Hèle (asistido en sus últimos años por Géry de Ghersem) y Philippe Rogier. Aparte del repertorio borgoñón-flamenco, la capilla interpretó música de las escuelas romana (por ejemplo, Palestrina) y veneciana (por ejemplo, Andrea Gabrieli).
La capilla convivió en paralelo con la Capilla Real de Granada, dirigida por compositores como Rodrigo de Ceballos (ca. 1530-1581) y Ambrosio Cotes (1550? -1603). Felipe también patrocinó a Tomás Luis de Victoria para que estudiase en Roma en 1556, de donde regresó en 1586 para servir a la hermana de Felipe, la emperatriz viuda María de Austria en el Convento de Las Descalzas Reales en Madrid.

### Reinado de Felipe III (1598-1621)
Durante todo el reinado de Felipe III el maestro de capilla fue Matheo Romero, con asistentes como Géry de Ghersem, Gabriel Díaz Bessón y Juan Bautista Comes. Felipe hispanizó la capilla y creó un grupo de músicos de cámara, entre ellos Juan Blas de Castro, junto con los violinistas de la corte presentados por el favorito de Felipe, Francisco Gómez de Sandoval y Rojas, duque de Lerma.
El propio establecimiento musical del Duque de Lerma floreció en Lerma, en la Colegiata de Lerma, con Gabriel Díaz Bessón (anteriormente maestro de capilla del Real Convento de la Encarnación, en Madrid), sirviendo como capellán de Lerma desde 1616 hasta la caída en desgracia del duque en 1618.

### Reinado de Felipe IV (1621-1665)
Felipe IV había sido educado de niño por Romero, a quien sucedió como maestro en 1634 Carlos Patiño, ascendido desde la capilla real menor del Real Convento de la Encarnación. La capilla continuó en la misma línea que bajo Felipe III. Sin embargo, bajo Felipe IV la música secular se desarrolló con composiciones instrumentales, y los villancicos y tonos humanos españoles fueron compuestos por Juan Hidalgo de Polanco y otros, en paralelo con el desarrollo temprano de la zarzuela. Se considera que la primera zarzuela es El laurel de Apolo (perdida) de Pedro Calderón de la Barca, con música de Hidalgo, estrenada en el pabellón de caza del Palacio de la Zarzuela, llamado así debido a las gruesas zarzas. Los maestros del Real Convento de la Encarnación y del Convento de las Descalzas Reales, también contribuyeron al desarrollo de la música teatral.

### Reinado de Carlos II (1665-1700)
Carlos II fue el último de los austrias españoles. Los maestros de la capilla en su época fueron Carlos Patiño (fallecido en 1675), Cristóbal Galán (maestro de capilla de 1680-1684) y Diego Verdugo (desde 1697). Aunque la capilla ocupó el segundo lugar frente a la corte italianizante y la música teatral de Joseph de Torres, Antonio Literes y Sebastián Durón.

## Función
La capilla proporcionaba diariamente a la corte imperial y a la corte real española cánticos homófonos gregorianos y polifónicos durante las celebraciones litúrgicas. Además de cantantes, la capilla flamenca contaba con un organista. Durante el reinado de Carlos I, la capilla también contaba con doce trompetistas y un timbalero que actuaban, entre otras cosas, durante las Joyeuses Entrées y banquetes. De vez en cuando, otros instrumentistas participaban en la capilla.

## Organización
De la capilla flamenca, capilla de la corte erigida en 1515 por el emperador Carlos V, los estatutos que datan del año de su fundación definen su organización. La capilla se describe como «capilla, que hemos instituido e instituimos en honor y loa a Dios, nuestro Creador, y para mejora y exaltación de su santo servicio». Necesitaba unas cincuenta personas, más de la mitad de las cuales eran músicos profesionales, incluidas en las listas de miembros de la capilla bajo la Gran Capilla. Estaba formada por ocho a diez coristas (hijos de la capilla), una cincuentena de cantantes (cantores, divididos más o menos por igual entre bajos y altos), un organista, un afinador de órgano y un soplador. Particularmente después de 1540, el conjunto se amplió considerablemente. El maestro latino se encargó de la docencia en la capilla. La dirección del conjunto estuvo en manos del maestro de capilla; esta función era similar a la de los maestros de capilla de las catedral y las colegiatas. Clérigos, capellanes y funcionarios administrativos pertenecían a la Capilla Pequeña. Mientras los miembros de la Gran Capilla tocaban durante las solemnes celebraciones, los miembros de la Pequeña Capilla eran los responsables de las misas silenciosas.
Las Leges et constitutiones capellae catholicae maiestatis, una serie de ordenanzas de 1556 encargadas probablemente por el rey Felipe II, dan directrices aún más detalladas que las de 1515, y se refieren, entre otras cosas, a la disposición alrededor del púlpito, la forma en que se cantaba, la jerarquía de los cantantes durante los servicios o el comportamiento y la etiqueta. Estas directivas eran muy restrictivas: así los cantores no estaban autorizados a tocar las campanas sin antes pedir permiso al maestro de capilla.

## Remuneración y carrera
Además de su salario habitual, los cantores también podían disfrutar de los beneficios de un vicariato o una canonjía. El emperador tenía derecho a conceder beneficios en un gran número de iglesias parroquiales, colegiatas, catedrales y otras instituciones religiosas de los Países Bajos (un indulto de Pío IV de 1560 confirmaría esta prerrogativa). La obligación de fijar la residencia podía suprimirse para los cantores y, tras su regreso a Flandes, también podían depender de los ingresos de sus prebendas.
El sistema de apoyo y reorientación profesional de los infantes del coro adolescentes, cuyas voces estaban cambiando, estaba bien organizado y se describe en la «Relacion de la forma de servir que se tenia en la casa del Imperador Don Carlos», una especie de regulación de deberes de la corte. Los niños recibían una beca que les permitía estudiar durante tres años en los Países Bajos, por ejemplo, en la Universidad de Lovaina, para volver a capacitarse. Tan pronto como alcanzaran la edad de muda, y mientras todavía tuvieran una hermosa voz, los cantantes tenían prioridad para ser recontratados.

## Dirección musical
La dirección musical de la capilla fue confiada a cantantes excepcionales, apreciados en toda Europa por su liderazgo y habilidades pedagógicas en la interpretación de obras musicales y en la educación de los músicos. Sus obras circularon por Europa en forma manuscrita o impresa. No solo los maestros de capilla, sino también sus cantores reclutaban cantantes para la capilla. Esta tarea a veces recaía en personas fuera de la capilla. Tras la abdicación de Carlos I, Felipe II se hizo cargo de la capilla flamenca y de su maestro de capilla, Payen. Varios músicos acompañaron a su emperador, cuando se retiró a España, al Monasterio de Yuste, en septiembre de 1556. Allí continuaron la tradición, incluyendo la de la ocupación del coro por flamencos.
| Maestros | inicio, función | final |
| --- | --- | --- |
| Marbriano de Orto (c. 1460-1529) Antoine de Bergues Adrien Thiebault, alias Pickart Nicolaas Carlier Jacques Champion Nicolas Gombert (c. 1495–c. 1560) Thomas Créquillon (1505–c. 1557) Cornelius Canis (c. 1506–1562) Nicolas Payen (1512–1559) Pierre de Manchicourt (c. 1510–1564) Jean de Bonmarché (1520–1570) Gerardus van Turnhout (c. 1520–1580) Georges de la Hèle (1547–1586) Philippe Rogier (c. 1561–1596) Géry de Ghersem (c. 1574–1630) Mateo Romero (1575/76-1647) Carlos Patiño (1600–1675) | 1512, primer capellán primer capellán c. 1516 ? c. 1522 1526 cantor, 1529 maestro de infantes 1539, maestro de capilla 1542, maestro de infantes, 1547 maestro de capilla 1551, maestro de capilla 1559, maestro de capilla 1565, maestro de capilla 1572, maestro de capilla 1582, maestro de capilla 1586, maestro de capilla 1598, maestro de capilla auxiliar 1598, maestro de capilla 1634, maestro de capilla | 1522 - c. 1530 c. 1524 c. 1535 c. 1538 c. 1550 1555 1559 1564 1570 1580 1586 1596 1604 1633 1637 (fusión) |

## Desaparición
En 1633, Matheo Romero se despide de capilla flamenca, en su cargo como maestro de capilla. Fue el último de los maestros de capilla de los Países Bajos en ocupar un puesto destacado en la corte española y fue sucedido por el español Carlos Patiño. La capilla flamenca, habiendo convivido durante mucho tiempo con la capilla castellana, se fusionó con esta última en 1637.